# Агапов, Александр Геннадьевич
Алекса́ндр Генна́дьевич Ага́пов (род. 7 февраля 1982, Майкоп, Краснодарский край) — российский футболист, вратарь.

## Карьера
Карьеру игрока начал в 1999 году в «Дружбе» из Майкопа. В 2001 году перешёл в «Краснодар-2000», за который он играл в 2001, 2003—2004, 2005. На следующий год дебютировал в латвийской Высшей лиге за «Дижванаги» Резекне. В начале 2008 года перешёл в новороссийский «Черноморец». В 2011 году перешёл в саранскую «Мордовию». По окончании сезона 2011/12 на правах свободного агента перешёл в «СКА-Энергию» из Хабаровска. В летне-осенней части сезона 2015/16 играл за «КАМАЗ».

## Достижения

### Командные
«Черноморец»
- Победитель зоны «Юг» Второго дивизиона России: 2010
- Обладатель Кубка ПФЛ: 2010

«Мордовия»
- Победитель ФНЛ: 2011/12

### Личные
- Лучший вратарь зоны «Юг» второго дивизиона России: 2010
- Лучший вратарь Кубка ПФЛ: 2010